# Christian Friedrich von Arnstedt
Christian Friedrich von Arnstedt (* 16. Juni 1737 in Edersleben; † 21. November 1817 in Hilbersdorf) war ein deutscher Gutsherr und Landrat.

## Leben

### Familie
Christian Friedrich von Arnstedt war der Sohn von Friedrich Wilhelm von Arnstedt (* 7. April 1698; † 3. August 1771), kurfürstlich-sächsischer Rittmeister a. D. und Erbherr auf Brumby im Kreis Neuhaldensleben und Borckhausen und dessen Ehefrau Henriette Christiane († 1784), Tochter von August Friedrich von Ende.
In erster Ehe war er mit Maria Anna Antonie Josepha von Paczenska und Tenezin († 1775) verheiratet und heiratete in zweiter Ehe Louise Sophia (geb. von Arnstedt aus dem Haus Barleben) (verwitwete von Tschammer) (1749–1820), mit der er zwei Kinder hatte:
- Friederike Luise Wilhelmine (1778–1841) ⚭ 1801 Johann Karl Nepomuk Anton von Kalinowski
- Erasmus Ferdinand Ludwig (1784–1824) ⚭ 1816 Karoline Helene Beate von Thielau (* 1794)

### Werdegang
Zur schulischen Ausbildung von Christian Friedrich von Arnstedt liegen keine Hinweise vor.
Er trat als Soldat in das preußische Heer ein und wurde in seinem späteren Regiment von Braunschweig zum Rittmeister befördert. Nachdem er seinen Abschied genommen hatte, ließ er sich in Oberschlesien nieder.
Zunächst war er als Marschkommissar im Kreis Falkenberg tätig und wurde Anfang 1785 von den Kreisständen, für den verstorbenen George Heinrich von Tschirschky (1718–1785), zum Landrat gewählt. Hierauf wurde er von Minister Karl Georg von Hoym am 31. Juli 1785 dem König Friedrich II.  als Landrat vorgeschlagen, der in seiner Ordre vom 3. August 1785 zwar keine Bedenken gegenüber Christian Friedrich von Arnstedt äußerte, jedoch anmerkte, aber Ich habe es nicht gerne, daß Officiers, von solchen Regimentern, die sich so schlecht gehalten, so vorzüglich genommen werden; zu solchen Posten; denn die haben es, eben nicht so sehr verdient, bestätigte dann jedoch die Wahl zum Landrat.
Er verblieb bis 1806 in seinem Amt als Landrat im Kreis Falkenberg.
1817 wurde er Erbherr auf Niewe, Borckwitz und Hilbersdorf.